# Alchemilla biquadrata
Alchemilla biquadrata é uma espécie de rosácea do gênero Alchemilla, pertencente à família Rosaceae.